# 唯舞獨尊世界巡迴演唱會
唯舞獨尊世界巡迴演唱會（英語：Dancing Forever World Tour）是臺灣歌手蔡依林的第2輪巡迴演唱會。巡演於2006年9月15日在香港香港體育館開始，並於2009年2月8日在美國安卡斯維爾金神體育館結束。巡演歷時兩年半，涵蓋亞洲、大洋洲及北美洲20個城市，總計舉辦28場次，吸引約50萬名觀眾，票房達新臺幣十億元。

## 背景
2006年5月12日，蔡依林發行第八張錄音室專輯《舞孃》。同月31日，蔡依林的經紀人蔣承縉透露，蔡依林預計將在同年下半年展開新巡演。同年7月17日，蔡依林宣布將於9月15日在香港香港體育館展開第二輪巡演「唯舞獨尊世界巡迴演唱會」。

## 商業表現
巡演的上海場於2006年8月1日上午9點開放售票，首日票房打破虹口足球場的首日票房紀錄，首週票房超過人民幣150萬元。巡演的臺北場於同年9月18日凌晨0點30分開放售票，2.2萬張門票在六天內售罄，隨後宣布於同年11月17日在臺北市加開場次，成為首位在臺北小巨蛋連續舉辦三場演唱會的流行歌手。巡演於同年11月17日的台北場，1.1萬張門票在同年10月21日售罄。

## 爭議
巡演中的舞蹈動作難度和危險程度超過大部分藝人，融入了吊環、鞍馬等體操元素。然而，部分民眾對此提出異議，認為蔡依林的演唱會更像是「玩雜技」，失去了演唱會的原本意義。對此，蔡依林回應：「我的很多歌本來就是舞曲，配合舞蹈才能完整詮釋，那些高難體操動作錦上添花，我並不認為這破壞了演唱會完整性。畢竟，每個人的表演方式不一樣。」

## 影音發行
2007年6月8日，蔡依林發行該巡演的現場影音專輯暨紀錄片《地才》。專輯收錄了該巡演在2006年11月17日至19日於臺灣臺北市臺北小巨蛋的部分現場表演內容、一部紀錄片，以及四支專輯《唯舞獨尊 演唱會鮮聽版&混音》中歌曲的MV。

## 表演曲目
1. 〈玩美〉
2. 〈唇唇欲動〉
3. 〈招牌動作〉
4. 〈樂園〉
5. 〈布拉格廣場〉
6. 〈許願池的希臘少女〉
7. 〈假面的告白〉
8. 〈天空〉
9. 〈檸檬草的味道〉
10. 〈假裝〉
11. 〈馬德里不思議〉
12. 〈就是愛〉
13. 〈說愛你〉
14. 〈Prove It〉
15. 〈Mr. Q〉
16. 〈睜一隻眼閉一隻眼〉
17. 〈馬甲上的繩索〉
18. 〈始作俑者〉
19. 〈反復記號〉
20. 〈開場白〉
21. 〈聽說愛情回來過〉
22. 〈唯舞獨尊〉
23. 〈野蠻遊戲〉
24. 〈愛情三十六計〉
25. 〈看我72變〉
26. 〈舞孃〉
27. 〈倒帶〉

1. 〈玩美〉
2. 〈招牌動作〉
3. 〈Mr. Q〉
4. 〈樂園〉
5. 〈獨佔神話〉
6. 〈許願池的希臘少女〉
7. 〈懷念〉
8. 〈假面的告白〉
9. 〈檸檬草的味道〉
10. 〈馬德里不思議〉
11. 〈就是愛〉
12. 〈說愛你〉
13. 〈Prove It〉
14. 〈唇唇欲動〉
15. 〈睜一隻眼閉一隻眼〉
16. 〈開場白〉
17. 〈假裝〉
18. 〈天空〉
19. 〈唯舞獨尊〉
20. 〈野蠻遊戲〉
21. 〈愛情三十六計〉
22. 〈看我72變〉
23. 〈舞孃〉
24. 〈倒帶〉

1. 〈玩美〉
2. 〈招牌動作〉
3. 〈Mr. Q〉
4. 〈樂園〉
5. 〈許願池的希臘少女〉
6. 〈Prove It〉
7. 〈一個人〉
8. 〈檸檬草的味道〉
9. 〈懷念〉
10. 〈馬德里不思議〉
11. 〈日不落〉
12. 〈特務J〉
13. 〈唇唇欲動〉
14. 〈睜一隻眼閉一隻眼〉
15. 〈假面的告白〉
16. 〈假裝〉
17. 〈天空〉
18. 〈唯舞獨尊〉
19. 〈野蠻遊戲〉
20. 〈愛情三十六計〉
21. 〈愛無赦〉
22. 〈看我72變〉
23. 〈舞孃〉
24. 〈倒帶〉

- 2006年9月15日香港場，陳奕迅演唱〈聖誕結〉和〈兄妹〉，蔡依林演唱廣東版〈假裝〉，楊丞琳演唱〈祝壽曲〉、〈曖昧〉和〈遇上愛〉，蔡依林和黃立行共同演唱〈乖乖牌〉[13][14][15]。
- 2006年9月16日香港場，羅志祥演唱〈戀愛達人〉和〈嗆司嗆司〉，蔡依林演唱廣東版〈假裝〉，蔡依林和孫燕姿共同演唱〈天黑黑〉，孫燕姿演唱〈我不難過〉[16]。
- 2006年9月24日上海場，羅志祥演唱〈戀愛達人〉，蔡依林和陶喆共同演唱〈今天妳要嫁給我〉[17]。
- 2006年9月27日杭州場，羅志祥演唱〈戀愛達人〉，蔡依林和林俊傑和共同演唱〈記得〉，林俊傑演唱〈只對你說〉[18]。
- 2006年10月13日雪梨場，言承旭演唱〈一公尺〉和〈我是真的真的很愛你〉[19]。
- 2006年11月17日臺北場，蔡依林和伍佰共同演唱〈墓仔埔也敢去〉，伍佰演唱〈妳是我的花朵〉，蔡依林演唱〈讓愛靠近〉，羅志祥演唱〈精舞門〉[20]。
- 2006年11月18日臺北場，蔡依林和庾澄慶共同演唱〈熱情的沙漠〉，庾澄慶演唱〈戒不掉〉，蔡依林演唱〈聽說愛情回來過〉和〈讓愛靠近〉，黃立行演唱〈音浪〉，蔡依林未演唱〈獨佔神話〉和〈懷念〉[21]。
- 2006年11月19日臺北場，蔡依林和吳宗憲共同演唱〈今天妳要嫁給我〉，吳宗憲演唱〈耍花樣〉，蔡依林演唱〈讓愛靠近〉，蕭亞軒演唱〈代言人〉，蔡依林未演唱〈獨佔神話〉[22]。
- 2006年12月9日八打靈再也場和2007年4月7日新加坡場，Energy演唱〈猩人類〉、〈無懈可擊〉、〈Come On〉、〈放手〉和〈愛失控〉[23][24]。
- 2008年4月4日和5日北京場，蔡依林演唱〈我的未來不是夢〉，黃立行演唱〈無神論〉[25][26]。
- 2008年9月13日福州場，蔡依林演唱〈城裡的月光〉。
- 2008年9月20日廈門場至12月26日深圳場，Energy演唱〈Come On〉、〈放手〉和〈天生反骨〉[27][28][29][30][31]。
- 2008年12月13日廣州場，蔡依林演唱半首原版〈假裝〉和半首廣東版〈假裝〉[32]。
- 2009年2月8日安卡斯維爾場，蔡依林演唱〈I Won't Last a Day Without You〉和〈Kiss Me〉，Energy演唱〈Come On〉和〈放手〉[33]。

## 場次
| 日期           | 國家     | 城市       | 場館                 | 觀眾人數 | 票房            |
| -------------- | -------- | ---------- | -------------------- | -------- | --------------- |
| 2006年9月15日  | 中國     | 香港       | 香港體育館           | 12,500   | 未知            |
| 2006年9月16日  | 中國     | 香港       | 香港體育館           | 12,500   | 未知            |
| 2006年9月23日  | 中國     | 上海市     | 虹口足球場           | 30,000   | 未知            |
| 2006年9月27日  | 中國     | 杭州市     | 黃龍體育場           | 50,000   | 未知            |
| 2006年10月13日 | 澳大利亞 | 雪梨       | 雪梨娛樂中心         | 8,000    | 未知            |
| 2006年11月17日 | 臺灣     | 臺北市     | 臺北小巨蛋           | 12,000   | 新臺幣9,500萬元 |
| 2006年11月18日 | 臺灣     | 臺北市     | 臺北小巨蛋           | 12,000   | 新臺幣9,500萬元 |
| 2006年11月19日 | 臺灣     | 臺北市     | 臺北小巨蛋           | 12,000   | 新臺幣9,500萬元 |
| 2006年11月23日 | 美國     | 安卡斯維爾 | 金神體育館           | 6,000    | 未知            |
| 2006年11月23日 | 美國     | 安卡斯維爾 | 金神體育館           | 6,000    | 未知            |
| 2006年12月9日  | 馬來西亞 | 八打灵再也 | 八打靈市議會體育場   | 未知     | 未知            |
| 2007年4月7日   | 新加坡   | 新加坡     | 新加坡室內體育館     | 9,000    | 未知            |
| 2007年12月14日 | 馬來西亞 | 雲頂高原   | 雲頂雲星劇場         | 7,000    | 未知            |
| 2007年12月15日 | 馬來西亞 | 雲頂高原   | 雲頂雲星劇場         | 7,000    | 未知            |
| 2008年4月4日   | 中國     | 北京市     | 工人體育館           | 未知     | 未知            |
| 2008年4月5日   | 中國     | 北京市     | 工人體育館           | 未知     | 未知            |
| 2008年9月13日  | 中國     | 福州市     | 福建省體育中心體育場 | 未知     | 未知            |
| 2008年9月20日  | 中國     | 廈門市     | 廈門體育中心體育場   | 未知     | 未知            |
| 2008年10月6日  | 中國     | 濟南市     | 山東省體育中心體育場 | 未知     | 未知            |
| 2008年11月1日  | 中國     | 澳門       | 金光綜藝館           | 20,000   | 未知            |
| 2008年11月8日  | 中國     | 武漢市     | 新華路體育場         | 未知     | 未知            |
| 2008年11月29日 | 美國     | 拉斯維加斯 | 米高梅奇幻表演中心   | 未知     | 未知            |
| 2008年11月30日 | 美國     | 聖荷西     | 聖荷西州立活動中心   | 未知     | 未知            |
| 2008年12月13日 | 中國     | 廣州市     | 廣州體育館           | 未知     | 未知            |
| 2008年12月20日 | 中國     | 成都市     | 四川省體育館         | 未知     | 未知            |
| 2008年12月26日 | 中國     | 深圳市     | 深圳體育場           | 10,000   | 未知            |
| 2009年2月8日   | 美國     | 安卡斯維爾 | 金神體育館           | 未知     | 未知            |
| 2009年2月8日   | 美國     | 安卡斯維爾 | 金神體育館           | 未知     | 未知            |
| 總計           | 總計     | 總計       | 總計                 | 500,000  | 新臺幣10億元    |

## 幕後人員
該人員名單摘自該巡演現場影音專輯的片尾的名單。
- 源活國際娛樂整合行銷股份有限公司—企劃製作
- 陳鎮川—演唱會製作人
- 莊佩禎—演唱會統籌
- 陳彥宏—硬體統籌
- 陳育書—硬體統籌
- 彭佳玲—演唱會製作
- 龔萬芳—演唱會製作
- 陳漢忠—演唱會製作
- 李佳珮—演唱會製作
- 郭欣儁—演唱會製作
- 葛紀倫—演唱會行政
- 林婉琳—演唱會行政
- 洪敬堯—音樂總監、樂隊指揮、鍵盤
- 倪方來—吉他
- 陳任佑—貝斯
- 洪信傑—鍵盤
- 姜永正—鼓手
- 嚴嘉慶—Program
- 馬毓芬—合聲
- 李寶琦—合聲
- 張勝豐—舞蹈編排、舞蹈統籌
- Henry Link—舞蹈編排
- 幸田好惠—舞蹈編排
- 德光久人—舞蹈編排
- 吳宗武—舞者
- 廖峻葦—舞者
- 黃威豪—舞者
- 李史儀—舞者
- 林致傑—舞者
- 黃少廷—舞者
- 洪家駿—舞者
- 鄭暐昱—舞者
- 曹雲雁—舞者
- 吳怡青—舞者
- 郭靜婷—舞者
- 曾馨瑩—舞者
- 王怡怡—舞者
- 呂思宜—舞者
- 林雅惠—舞者
- 黃麗穎—舞者
- 余家安—造型設計
- 江佳霓—舞者造型
- 孫蕙美—舞者造型
- 林正泰—舞者道具
- 姚純美—化妝
- 劉文飛—髮型
- 周炳坤—舞台設計
- 禾揚舞台—舞台工程
- 鼎益鑫—燈光工程、視訊
- 司徒小波—燈光設計
- 張逸龍—燈光設計
- 瑞揚音響—音響工程、錄音工程
- 陳君豪—音響設計
- Moliere Drexel Rrez—音響設計
- 傅強—動畫製作
- 張永昌—動畫製作
- 星際特效—特效
- 李玲玲—導播
- 劉亞雲—助理導播
- 正點傳播—攝影工程
- 李素卿—DV側拍攝影師
- 賴映予—DV側拍攝影師
- 陳威宏—DV側拍攝影師
- 老爹—DV側拍攝影師
- 王俊傑—錄音工程師
- 岡崎良郎—導演
- 渡邊昭夫—燈光設計
- 柴田英忠—燈光設計
- 晴山直美—燈光設計